# Robiac e Ròca-sadola
Robiac e Ròca-sadola (en francès Robiac-Rochessadoule) és un municipi francès situat al departament del Gard i a la regió d'Occitània.